# Église Saint-Nicolas de Tavant
L'église Saint-Nicolas est une église catholique située à Tavant, en France. Elle doit sa réputation à la qualité et l'originalité des fresques de la crypte copiées grandeur nature à la cité de l'architecture et du patrimoine et illustrées par deux timbres postaux en 1997.

## Localisation
L'église est située dans le département français d'Indre-et-Loire, sur la commune de Tavant située en bordure de Vienne, rue Saint-Nicolas.

## Historique
Par comparaison avec l'église Notre-Dame du prieuré voisin qui a été reconstruite après un incendie en 1070, on peut dater l'église Saint-Nicolas du début du XIIe siècle. Sa dédicace à saint Nicolas correspond au développement de son culte en occident depuis le transfert de ses reliques à Bari en 1087.
Elle traduit des influences limousines et berrichonnes : nef à bas-côtés, voûtement de tout l'édifice, ordonnancement de la façade avec un portail entre deux arcades aveugles. Le premier texte mentionnant l'église date de 1223 relatant la concession d'une maison par le prieur de Notre Dame au curé de l'église paroissiale.
L'église est illustrée de fresques dans le chœur de l'église. Ces fresques redécouvertes et restaurées, racontent l'histoire de l'Enfance du Christ. Le Christ en Majesté, entouré d'une mandorle, siège au milieu de ces scènes peintes, encadré par le tétramorphe et un cortège d'anges.
L'église est mutilée, elle a perdu l'absidiole du transept sud et les bas-côtés de la nef à une date indéterminée.
La crypte, pourtant de la même époque que le reste du bâtiment, est construite après l'édification du chœur; elle est redécouverte vers 1862. Elle présente des fresques remarquables probablement jamais recouvertes, ayant fait l'objet de plusieurs restaurations au cours du XXe siècle afin de préserver ce patrimoine religieux d'une qualité exceptionnelle.
Henri Focillon signale, en 1938, dans son livre sur les Peintures murales des églises de France, la qualité de celles de Tavant et les considère comme étant l'un des chefs-d’œuvre de la peinture romane en France; André Malraux les inclut dans son Musée imaginaire.
L'édifice est classé au titre des monuments historiques le 7 mai 1908.

## Architecture
La Construction sur un plan de croix latine s'ouvre par un portail en plein cintre sans tympan à triple rouleau, décor de corde, pommes de pin et pointes de diamant, encadré par deux arcatures aveugles étroites sur une large façade occidentale.
La nef, primitivement à trois vaisseaux est entièrement voûtée en berceau sur cinq travées; les deux bas-côtés ont disparu à une date indéterminée, les ouvertures sur la nef et les arrachements des murs sont bien visibles, ils ont été remplacés par des contreforts puissants qui contrebutent la nef.
A la croisée du transept une coupole sur trompe à base carrée correspond au clocher roman arasé surmonté d'un clocher octogonal postérieur coiffé aujourd'hui d'ardoises, sa girouette représente une gabare.
Le chœur comporte une travée et une abside en cul de four; sa particularité est d'être surélevé, la base de ses colonnes n'est pas visible; leurs parties inférieures ont été dégagées récemment à l'occasion de la restauration de la crypte au niveau de la base de sa voûte faisant évoquer la postériorité de la construction de cette crypte.
La crypte qui occupe la surface du chœur, comporte trois travées et trois vaisseaux voûtés d'arêtes , les piliers engagés des côtés ne correspondent pas aux piliers du chœur dégagés à la restauration de la crypte dans laquelle ils descendent jusqu'au niveau de la base de la voûte à la hauteur du sol natif. Aucune trace de confession ou de martyrium n'est visible ou évoqué par les explorations faites lors de la restauration. Sa notoriété vient de la qualité et de l'originalité des fresques; un relevé de celles-ci est reproduit en grandeur nature en 1941 par Marthe Flandrin et Simone Flandrin-Latron et exposé à la cité de l'architecture et du patrimoine. La qualité d'exécution, le caractère en mouvement des personnages et certaines caractéristiques d'inspiration byzantine sont des sujets d'interrogations pour les chercheurs. La restauration d'avril 2012 effectuée par madame Reille-Taillefer sans repeint a permis de mieux connaître le bâti, d'assainir les supports et de raviver les couleurs,.

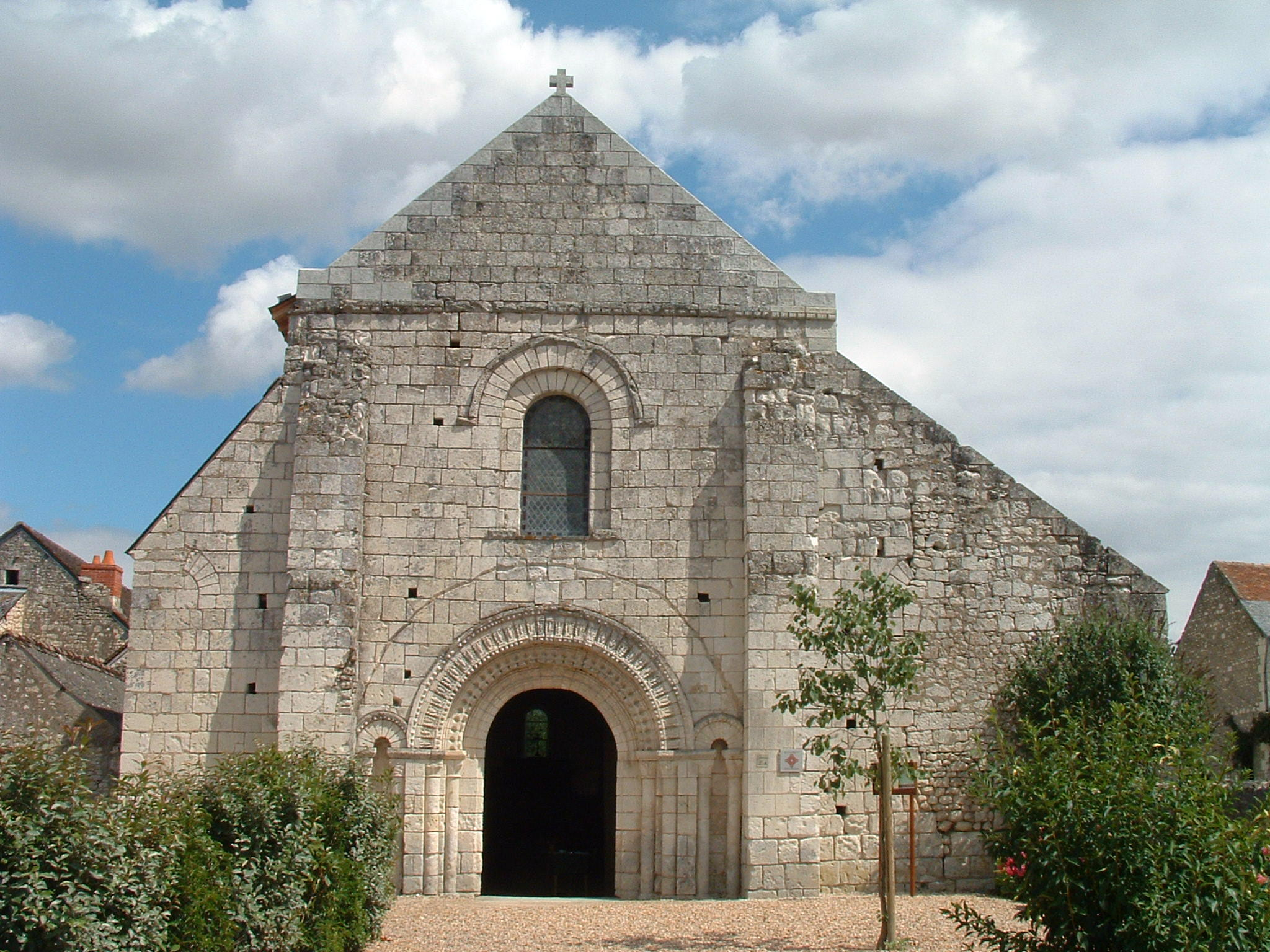
La façade.
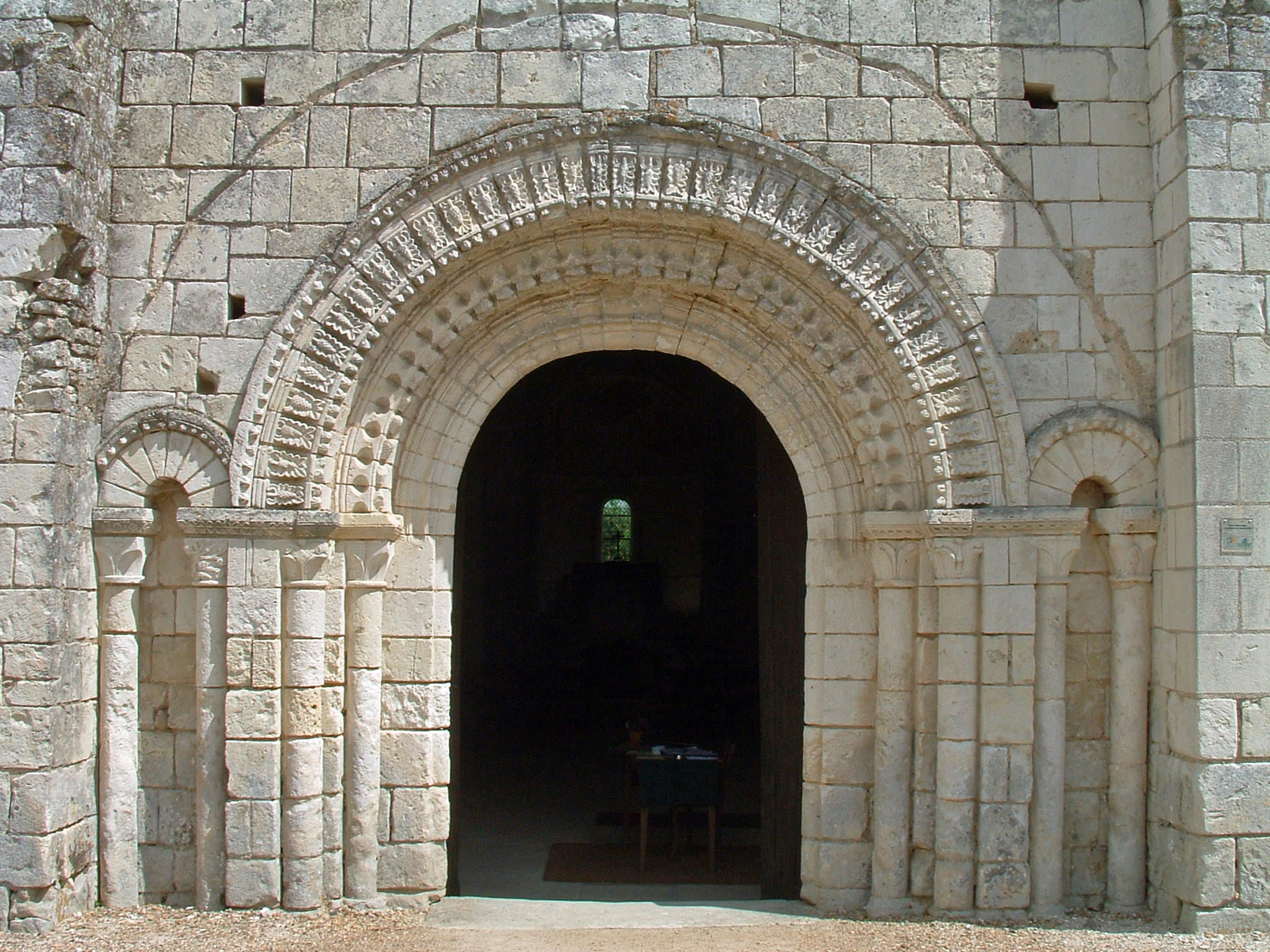
Portail.
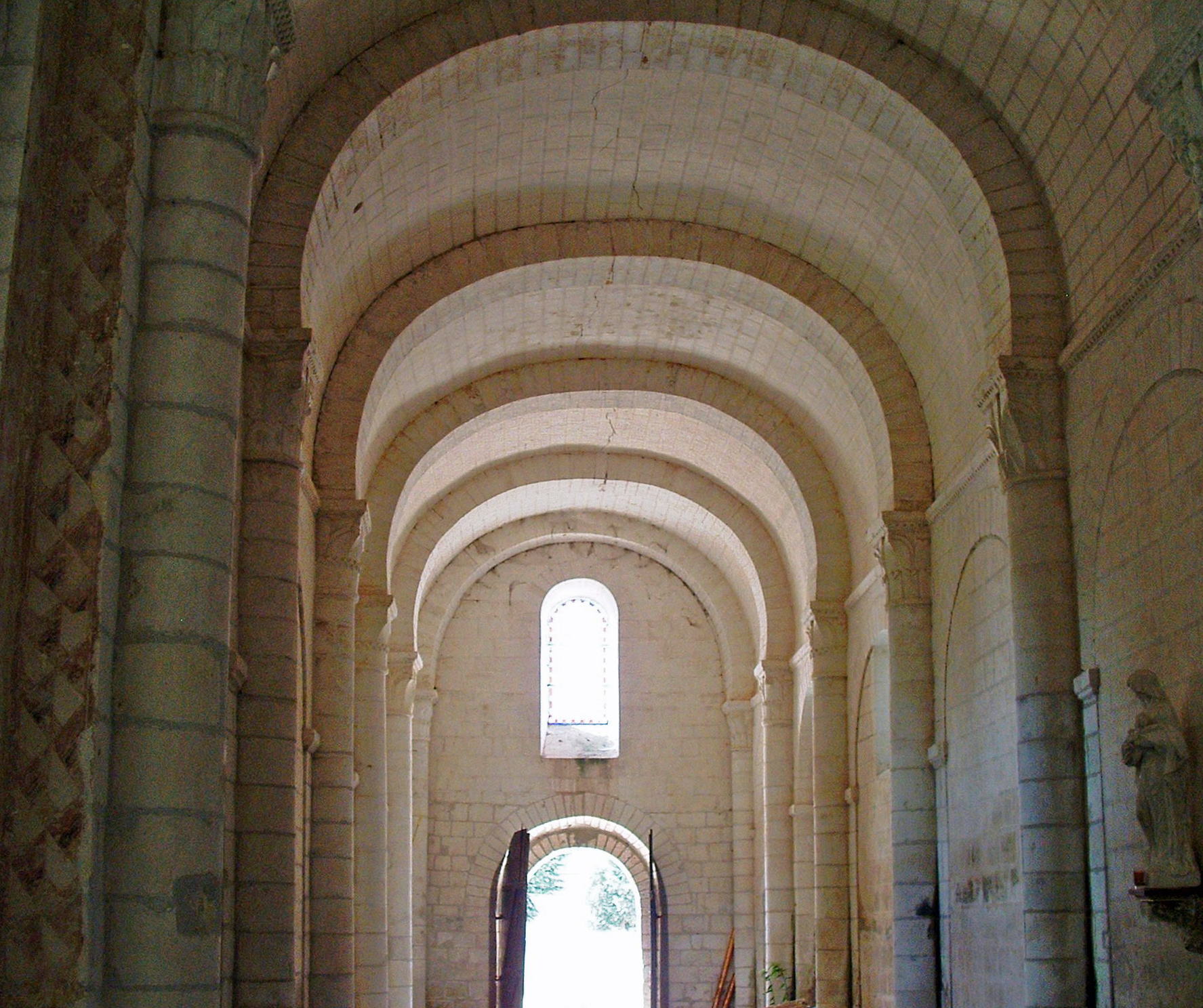
La nef vue du chœur.
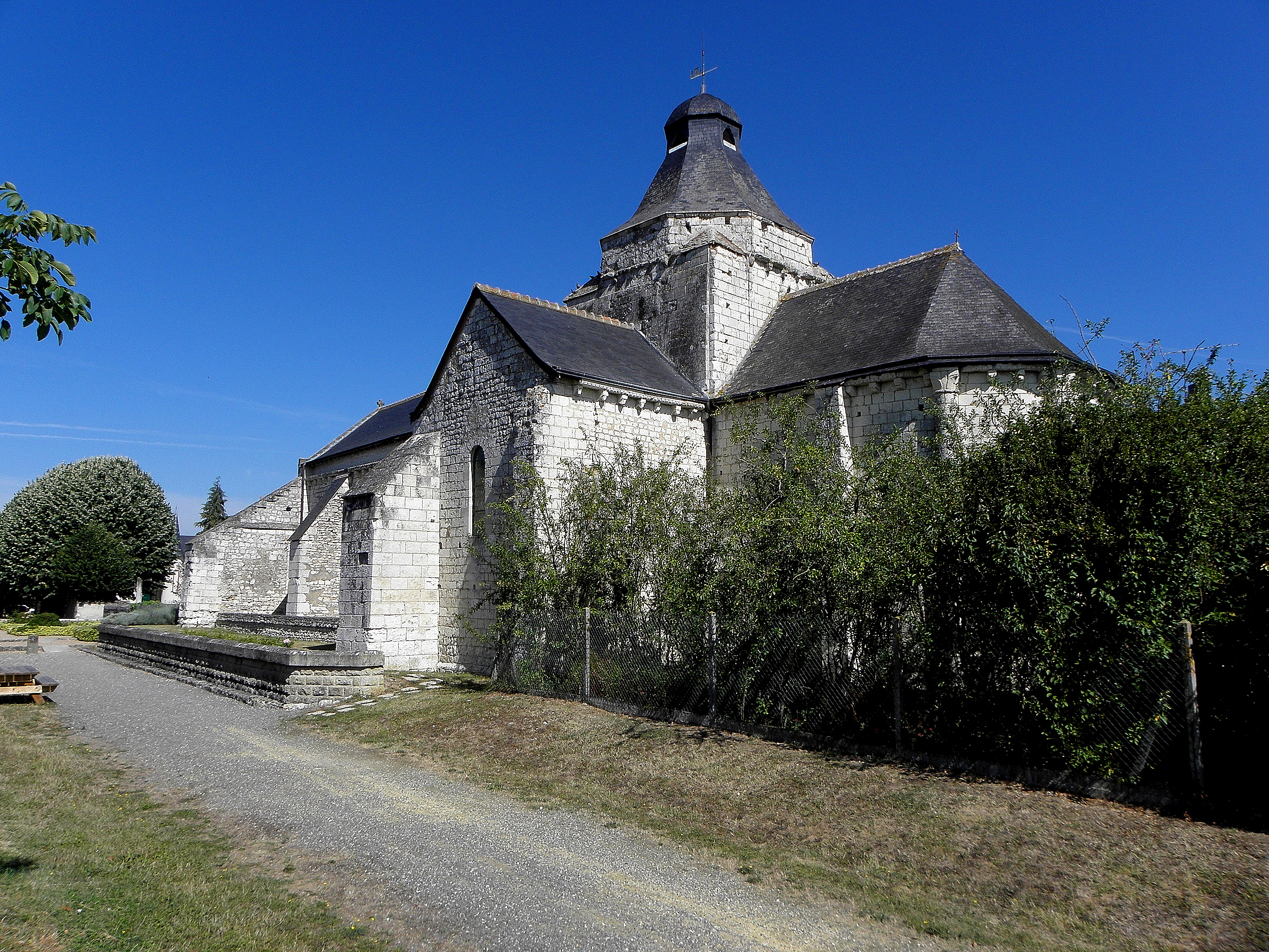
Clocher, transept sud et absidiole disparue.
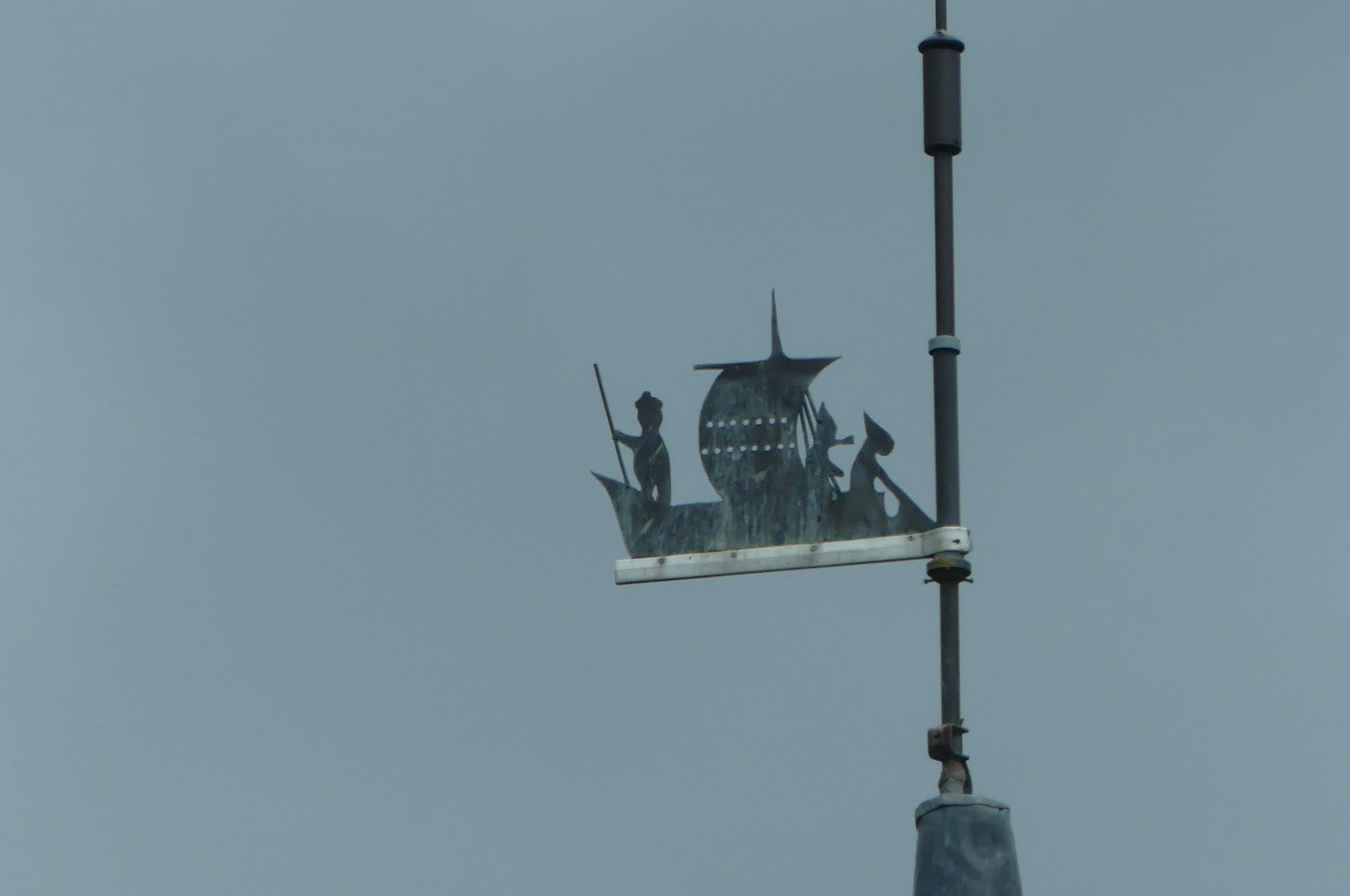
La gabare

## Les fresques
L'ensemble du décor est roman, il est réalisé au XIIe siècle, un consensus actuel en fait une réalisation homogène de la première moitié du XIIe siècle.

### Peintures murales de l'extérieur
Une photographie de 1894 montre une peinture entre les modillons dont l'agrandissement évoque un calendrier des mois; seuls restent aujourd'hui des traces d'enduit et de pigment; ces éléments ne sont pas exceptionnels dans le sud-ouest de la France.

### Les peintures du chœur
Probablement masquées au XVIIe siècle elles sont redécouvertes sous un enduit de plâtre en 1945. Primitivement c'est l'ensemble de l'église qui est peint; la nef et le transept ont reçu un badigeon blanc, le décor est définitivement perdu, il ne reste qu'un décor géométrique sur le pilier sud-ouest de la croisée du transept. La tonalité majoritairement rouge et jaune est la conséquence de la dégradation plus rapide des pigments bleus et verts. le sommet de la voûte et l'hémisphère de l'abside sont bien préservés; La voûte sud de la première travée est lisible en particulier sur le registre supérieur, au nord il ne reste que des éléments parcellaires.
Le décor est centré sur un Christ en majesté dans sa mandorle entouré du tétramorphe, représentation symbolique des quatre évangélistes. Une procession d'anges de chaque côté mène au motif central. Si le décor du cul-de-four évoque le christ de l'apocalypse, la travée du chœur illustre la représentation de l'incarnation du Christ avec, côté sud, au registre supérieur l'Annonciation, la Visitation et la Nativité et au registre inférieur des vestiges du Massacre des Innocents; Le côté nord est plus dégradé se reconnaissent dans un angle une annonce faite aux bergers et l'autre la fuite en Égypte. Le décor du sommet avec les ondulations et les cercles occupés par des astres regardant vers l'est fait le lien entre les deux parties. Ce thème récurrent retire toute ambiguïté à l'interprétation de ces scènes.

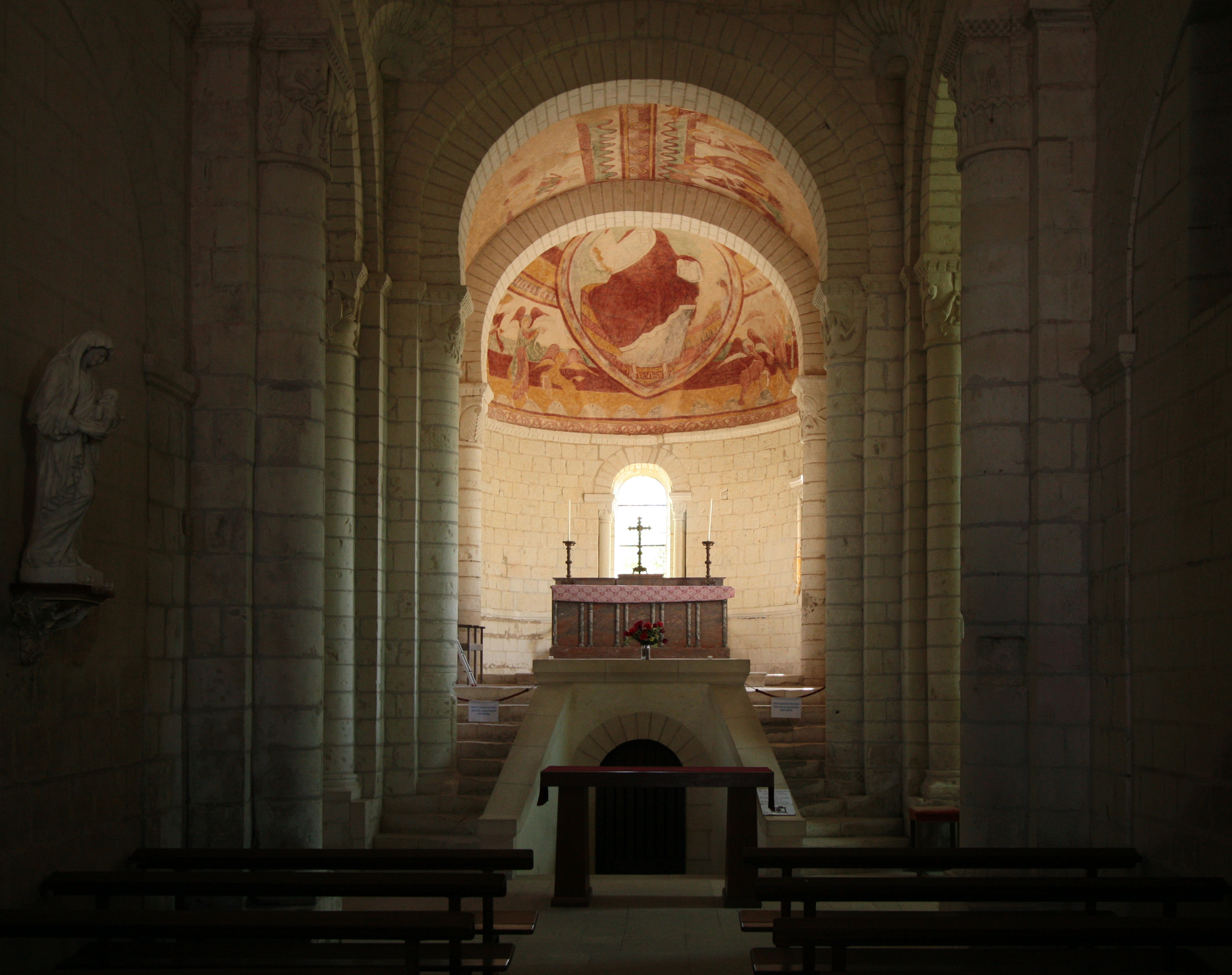
Fresques du chœur.
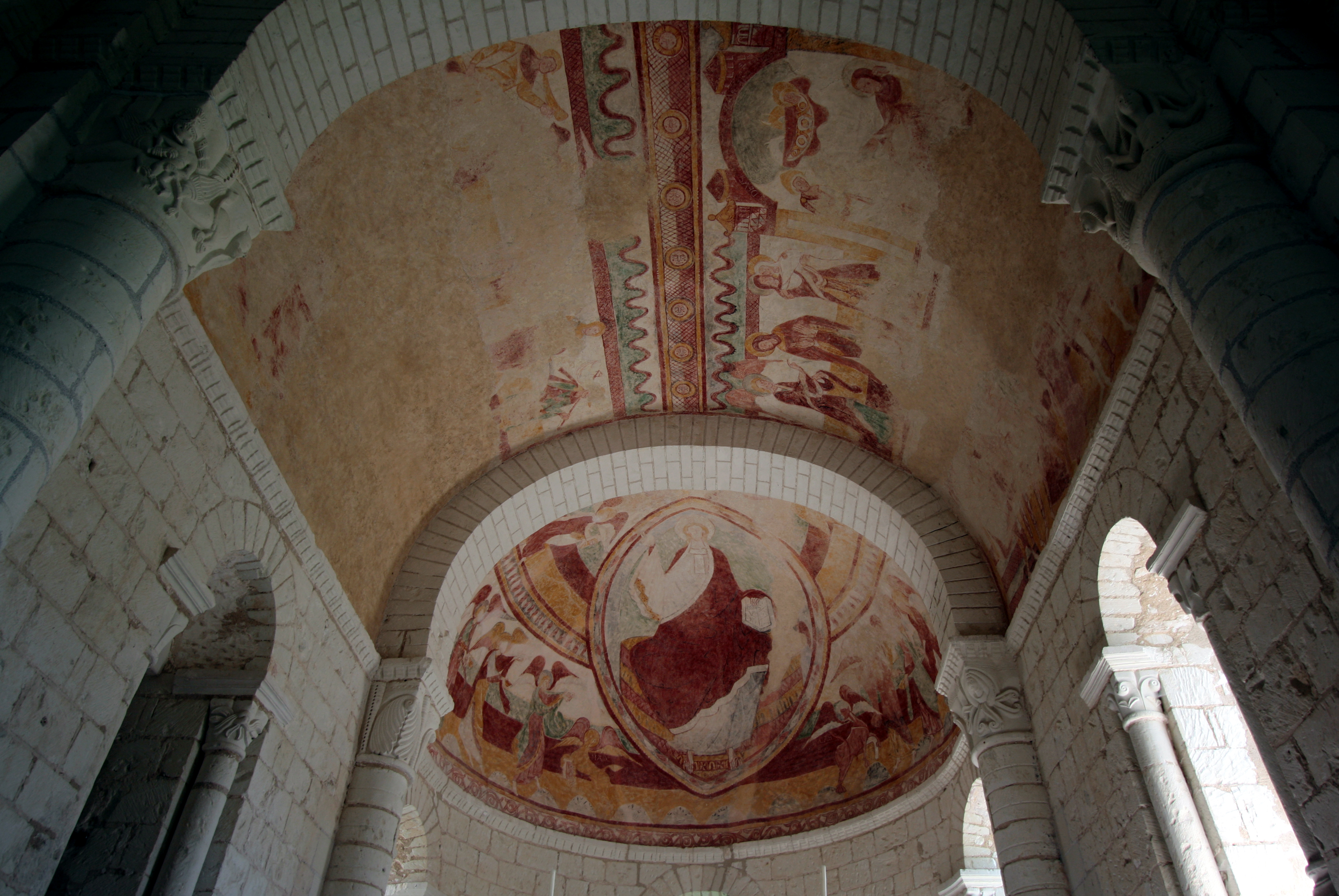
Fresques du chœur.
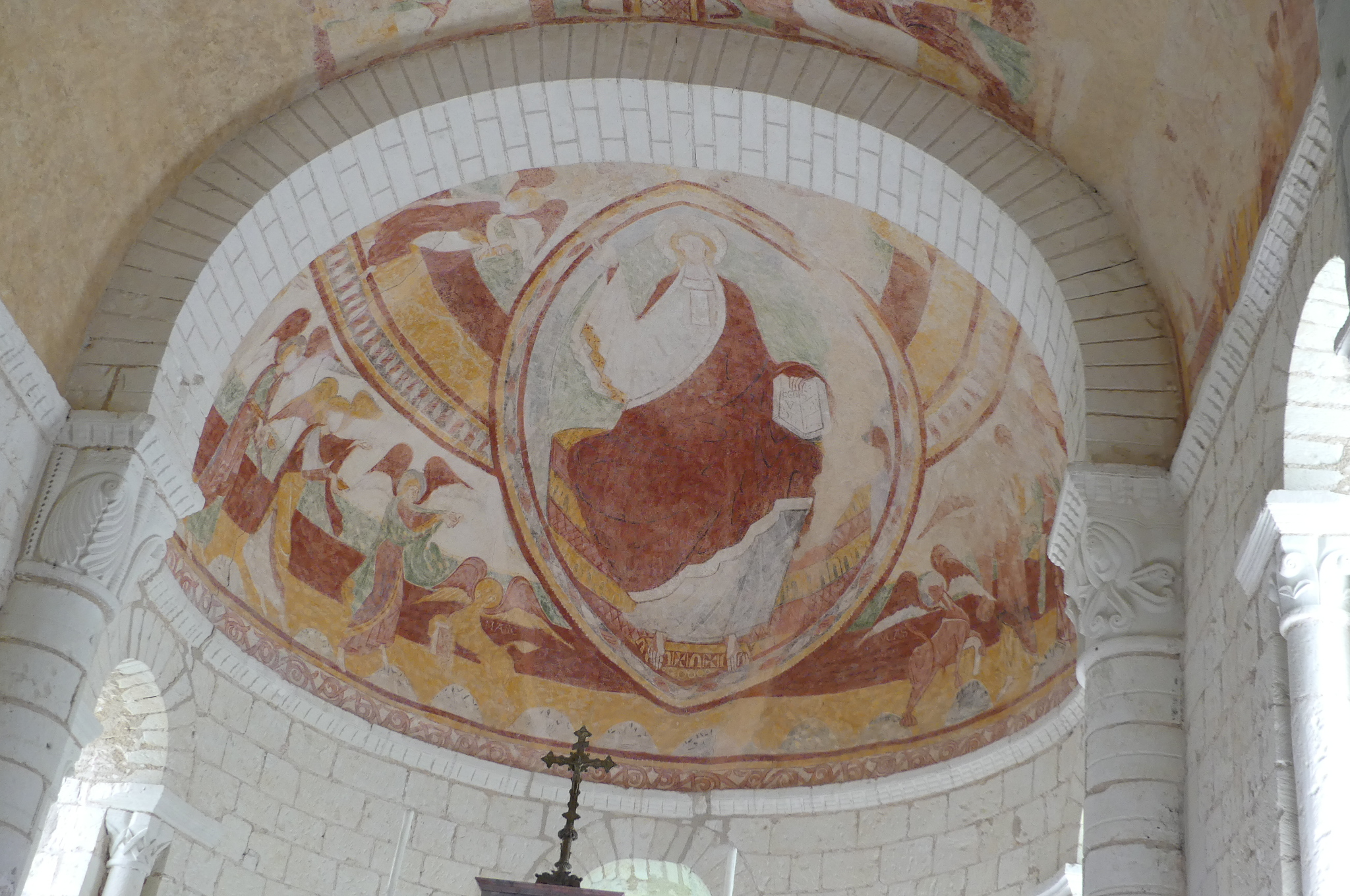
Le Christ en gloire dans le chœur.
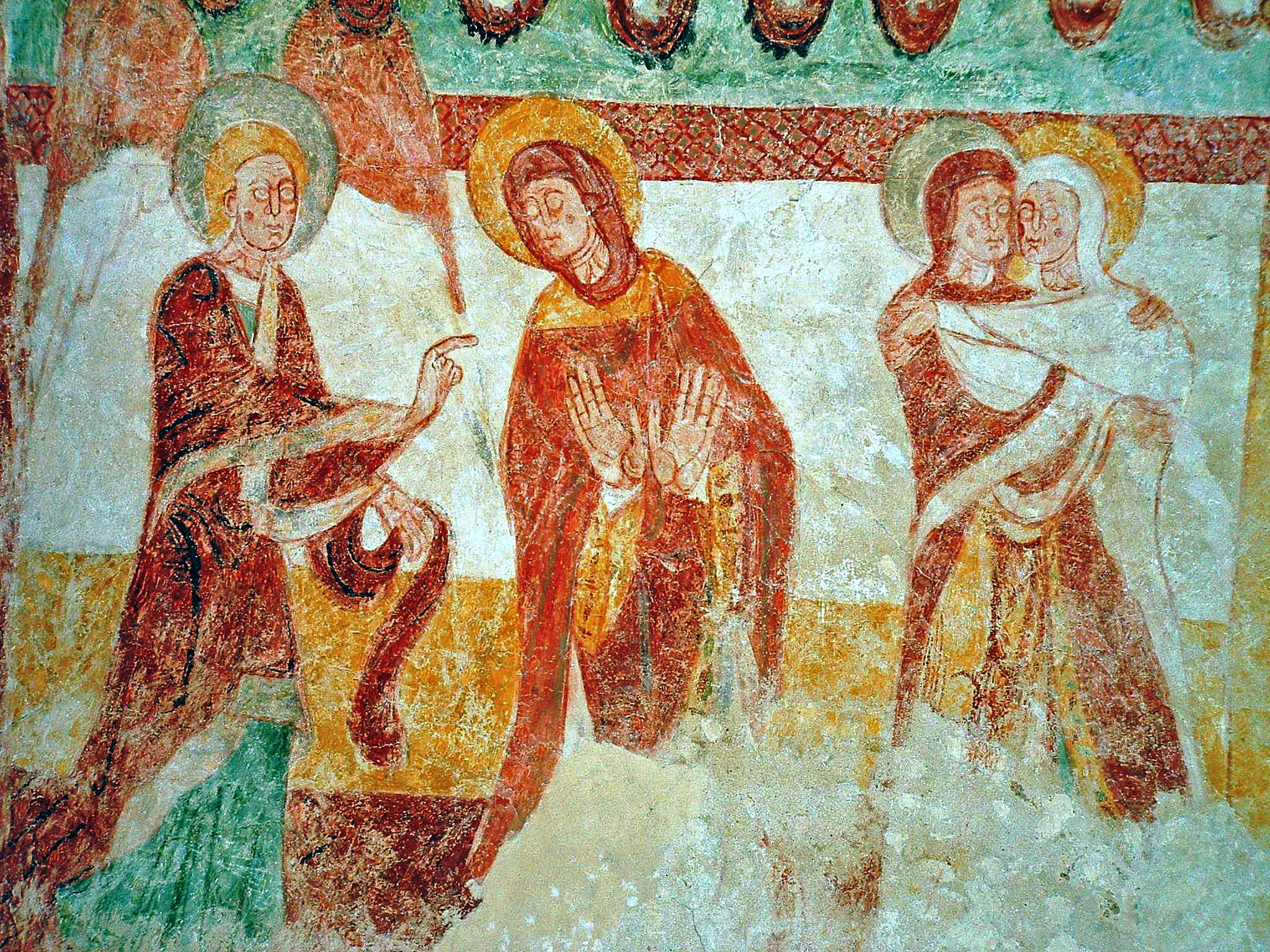
L'Annonciation et la Visitation.

### Les peintures de la crypte
Les colonnes et chapiteaux étaient peints imitant différentes natures de roche. Les restaurations récentes ont permis la stabilisation de la dégradation du décor. L'ensemble exceptionnel du programme, qui semble-t-il n'a jamais été recouvert, malgré ses lacunes, fait le renom de Tavant.
l'impression du visiteur est forte car elles sont situées à la hauteur des yeux et le style peu répandu est fait d'images riches et en mouvement. Chaque scène est développée sur une retombée de voûte et encadrée par un motif linéaire. Si le programme pictural est centré au fond par un Christ en majesté comme dans le chœur au-dessus, la signification de l'ensemble est encore très débattue. Certaines scènes font l’unanimité sur leur signification, le roi David musicien, le supplice de saint Pierre, le supplice de saint André, d'autres sont singulières sans équivalent guidant l'interprétation, les deux saintes face à face dans l'entrée tenant un symbole arborescent dans la main, deux hommes affrontés portant une poutre. Certaines sont innovantes dans leur traitement, l’attitude de la Vierge soutenant le corps de son fils évoque les futures pietàs du XIVe siècle,.

## Décor intérieur sculpté et mobilier
Les chapiteaux sont à motifs simples et non figuratifs pour la majorité d'entre eux sauf à la croisée du transept; sur huit chapiteaux trois sont à motifs végétaux, quatre sont figuratifs  avec des motifs conventionnels : sirènes à deux queues, griffons, oiseaux affrontés buvant dans un vase, et monstre dévorant, un chapiteau à l'angle de la nef est historié:  la tentation d'Adam et Ève. Dans la crypte ils sont épannelés avec un décor de pierres de coloris variés; seuls deux à l'entrée sont sculptés, l'un de rinceaux et palmettes l'autre est figuratif et parait inachevé avec un personnage chevauchant un monstre.
A l'entrée de la nef un baptistère roman est daté de la fin du XIe-XIIe siècle; un gisant venant du cimetière autour de l'église est placé dans le transept nord, l'épigraphie précise qu'il s'agit de Jehan Guydier curé avec une incertitude sur la date de sa mort 1334 ou 1534;